# Neofelis
Neofelis (Grey, 1867) è un genere di mammiferi carnivori della famiglia dei felidi, che comprende due specie, il leopardo nebuloso (Neofelis nebulosa) ed il leopardo nebuloso del Borneo (Neofelis diardi). Quest'ultimo è stato elevato al rango di specie nel 2006; in precedenza era considerato una sottospecie.

## Distribuzione e Habitat
L'habitat di questi animali spazia dal Nepal al sud della Cina, comprendendo tutto il sud-est asiatico e le isole del Borneo. Sono più strettamente associati alla foresta pluviale tropicale sempreverde primaria, ma si trovano a loro agio anche in altri tipi di habitat. Gli avvistamenti sono stati effettuati anche in foreste secondarie e disboscate, oltre a praterie e boscaglie. 
Ai piedi dell'Himalaya sono stati registrati fino a 1.450 m (4.760 piedi). 
Tra il 1821 e il 1862, sono stati descritti diversi felidi del sud-est asiatico che oggi sono subordinati a Neofelis:
- Felis nebulosa (descritta per la prima volta nel 1821 da Edward Griffith).[6] Le popolazioni spaziano dalle colline pedemontane dell'Himalaya in Nepal attraverso il sud-est asiatico continentale fino alla Cina.[5]
- Felis diardi (descritto per la prima volta nel 1823 da Georges Cuvier).[7] Il leopardo nebuloso della Sonda è probabilmente limitato alle isole di Sumatra e del Borneo.[8] A Giava sono stati trovati solo fossili di leopardo nebuloso.[9]
- Leopardus brachyurus (descritto per la prima volta nel 1862 da Robert Swinhoe).[10] Oggi il leopardo nebuloso di Formosa è considerato una sottospecie di leopardo nebuloso Neofelis nebulosa brachyurus.[11] Era considerato estinto, ma ultimamente sembrano essere ricomparsi alcuni esemplari.[12]

## Descrizione
Gray descrisse il genere Neofelis come avente un cranio allungato, un muso largo e piuttosto pronunciato sullo stesso piano della fronte, un naso largo e allungato, un'orbita moderata, una mascella inferiore troncata e canini conici superiori e inferiori molto lunghi con il bordo posteriore tagliente e affilato. Il cranio ha delle somiglianze con quello del fossile [Smilodon], con canini superiori molto allungati.
Pocock descrisse il cranio di Neofelis simile in linea generale a quello di Panthera pardus, specialmente per la brevità e l'ampia separazione dei processi postorbitali, frontale e malare, in proporzione relativa ai denti mandibolari; ma secondo lui differisce per la maggiore larghezza posteriore dell'osso nasale, il bordo inferiore dell'orbita più grosso e più saliente, e la mandibola molto elevata anteriormente.